# Ligne 4 du métro de Saint-Pétersbourg
Pour les articles homonymes, voir Ligne 4.
La ligne 4 du métro de Saint-Pétersbourg, dite aussi ligne Lakhtinsko-Pravoberejnaïa (en russe : Ла́хтинско-Правобере́жная ли́ния) ou la ligne orange, est l'une des cinq lignes du réseau métropolitain de Saint-Pétersbourg, en Russie.

## Historique

### Chronologie
- 30 décembre 1985 : inauguration du tronçon Plochtchad Alexandra Nevskogo 2 - Prospekt Bolchevikov (5,2 km)
- 1er novembre 1987 : extension de Prospekt Bolchevikov à Oulitsa Dybenko (1,7 km)
- 30 décembre 1991 : extension de Plochtchad Alexandra Nevskogo 2 à Sadovaïa (4,2 km)
- 15 septembre 1997 : extension de Sadovaïa à Tchkalovskaïa (4,4 km)
- 15 janvier 1999 : extension de Tchkalovskaïa à Staraïa Derevnia (4,1 km)
- 3 septembre 1999 : ouverture de la station Krestovski ostrov
- 2 avril 2005 : extension de Staraïa Derevnia à Komendantski prospekt (2,3 km)
- 7 mars 2009 : débranchement du tronçon Sadovaïa - Komendantski prospekt vers la ligne 5 (−10,8 km) et inauguration de la station Spasskaïa
- 27 décembre 2024 : ouverture de la station Spasskaya - Gornyi Institut

## Caractéristiques

### Ligne
La ligne traverse Saint-Pétersbourg d'ouest en est. Elle est longue de 16 km.

### Stations
D'ouest en est, la ligne 4 comprend les huit stations suivantes :
|  |   |  | Station                         | Raïon            | Correspondance                                            |
|  | - |  | ------------------------------- | ---------------- | --------------------------------------------------------- |
|  | o |  | Spasskaïa                       | Amirauté         | via la station Sennaïa plochtchad via la station Sadovaïa |
|  | o |  | Dostoïevskaïa                   | Central          | via la station Vladimirskaïa                              |
|  | • |  | Ligovski prospekt               | Central          |                                                           |
|  | o |  | Plochtchad Alexandra Nevskogo 2 | Central          | via la station Plochtchad Alexandra Nevskogo 1            |
|  | • |  | Novotcherkasskaïa               | Krasnogvardeïski |                                                           |
|  | • |  | Ladojskaïa                      | Krasnogvardeïski |                                                           |
|  | • |  | Prospekt Bolchevikov            | la Neva          |                                                           |
|  | • |  | Oulitsa Dybenko                 | la Neva          |                                                           |

## Projet

### Prolongement vers l'est
Le prolongement de la ligne, vers l'est, avec la création d'une station dénommée Koudrovo (ru) a débuté à la fin des années 1980 avant d'être arrêté faute de financement. Depuis le projet est redevenu plusieurs fois d'actualité sans être concrétisé. Lors du dernier report en 2020 les autorités assurent que dans le cadre de la construction d'autres stations ce projet d'une station entre la fin de la ligne et le dépôt nécessaire doit bien se concrétiser, mais la date est indéterminée.